# Cüneyt Çakır
Cüneyt Çakır [ˈdʒy.nɛjt ˈtʃɑ.kɯɾ] (* 23. November 1976 in Istanbul) ist ein ehemaliger türkischer Fußballschiedsrichter.

## Schiedsrichterprofil
Cüneyt Çakır gilt als souveräner Schiedsrichter, was sich durch sein besonnenes, strenges und diszipliniertes Auftreten mit wenig Gesten auf dem Fußballfeld äußert. So verwarnt Çakır primär Fußballspieler schnell mit Karten oder pfeift häufiger Foulspiel, anstatt das Spiel laufen zu lassen. Somit strahlt er seine Autorität aus und bringt in das hektische Fußballspiel mehr Ruhe herein. Des Weiteren lässt er sich nicht von hitzigen Zuschaueratmosphären beeinflussen. Sein primäres Schiedsrichterprofilverhalten muss er je nach Vorgaben des Veranstalters anpassen.
Von der Türkischen Fußball Föderation (TFF) wurde er aufgrund seiner Leistungen regelmäßig in Istanbuler Derbys eingesetzt.
Seine langjährigen Schiedsrichterassistenten bei internationalen Fußballspielen waren Tarık Ongun und Bahattin Duran.

## Karriere
Cüneyt Çakır begann seine Süper-Lig-Karriere am 29. September 2001 mit dem Ligaspiel Malatyaspor gegen Çaykur Rizespor.
Seit 2006 steht er auf der FIFA-Liste der Fußballschiedsrichter. Aufgrund seiner guten Leistungen wurde er 2007 zum UEFA-Schiedsrichter-Seminar eingeladen und in die Kategorie Premier Development heraufgestuft. Im Mai 2008 nahm Çakır mit 32 Jahren als Schiedsrichtertalent am UEFA-Schiedsrichter-Seminar teil, wo die Thematik auf „Spieler und Spiel [zu] schützen“ fokussiert war. Am 29. September 2010 leitete er sein erstes Spiel in der Champions-League-Gruppenphase und zwar die Begegnung von Rubin Kasan gegen den FC Barcelona. Er leitete auch weitere Champions-League-Gruppenphasenspiele.
Çakır wurde im Juni 2011 in die Elitegruppe der UEFA-Schiedsrichter befördert und darf somit Spiele der Champions-League-K.-o.-Runde leiten.
Mit 35 Jahren nahm er als jüngster der zwölf Schiedsrichter an der Fußball-Europameisterschaft 2012 teil. Zudem leitete Çakır 2012 das Finale der FIFA-Klubweltmeisterschaft 2012 in Japan und war dort ebenfalls der jüngste Schiedsrichter des Turniers.
Bei der Fußball-Weltmeisterschaft 2014 leitete er zwei Spiele der Gruppenphase sowie das Halbfinale zwischen den Niederlanden und Argentinien.
Im Mai 2015 gab die UEFA bekannt, dass Çakır als Schiedsrichter für das Finale der UEFA Champions League 2014/15 ausgewählt wurde. Dieses Finale leitete er im Juni 2015 zwischen Juventus Turin und dem FC Barcelona im Berliner Olympiastadion. Schon ein Jahr zuvor im Finale der UEFA Champions League 2013/14 begleitete Çakır das Finale als vierter Offizieller. Çakır nahm als einer von insgesamt 18 Schiedsrichtern an der Fußball-Europameisterschaft 2016 teil.

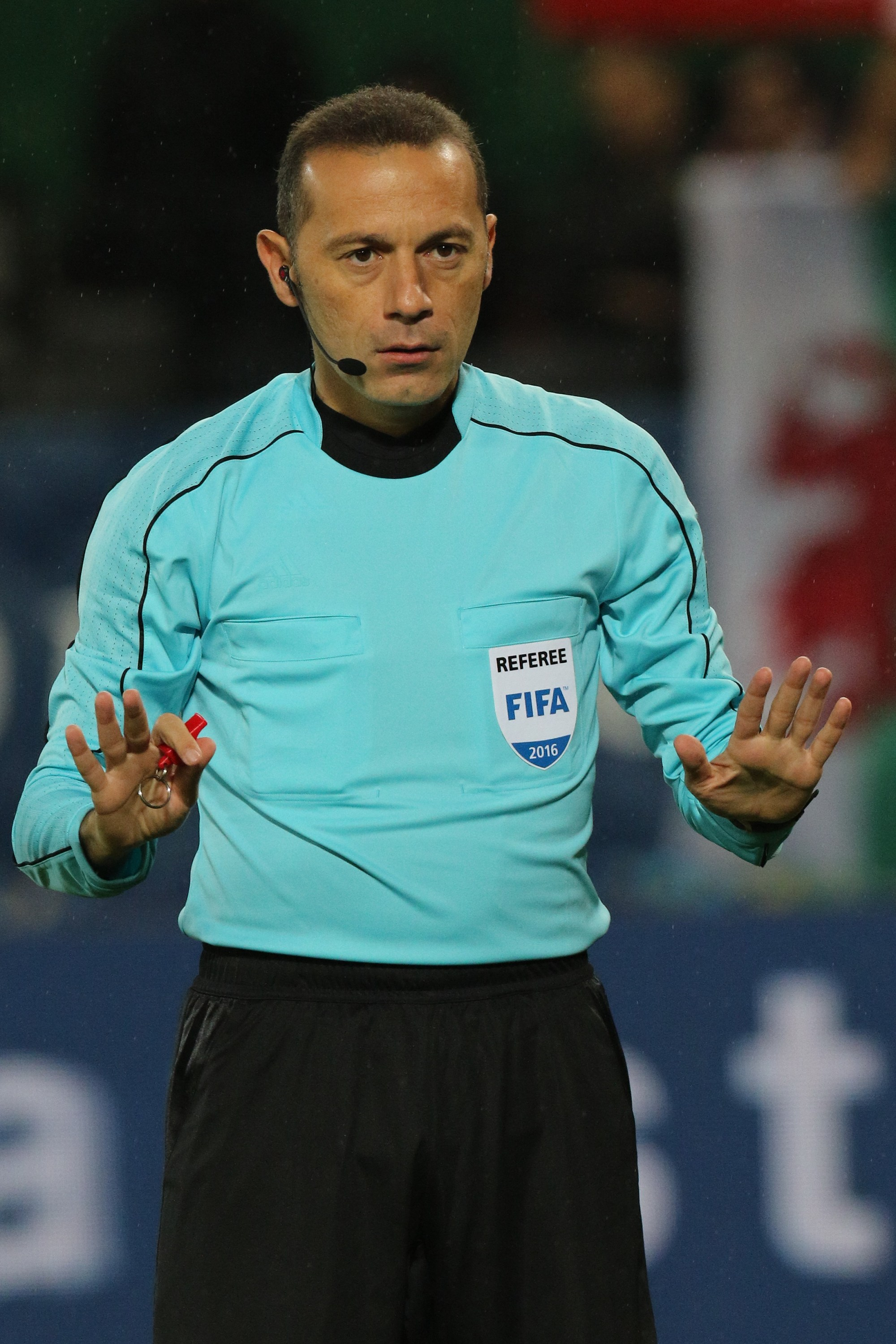
Cüneyt Çakır mit seiner Besonnenheit, Oktober 2016.

Auf eine Einladung von dem Schiedsrichter-Verantwortlichen Howard Webb und Betreiber der Saudi Professional League im März 2016 leitete er als Gastschiedsrichter ein Ligaspiel in Dschidda, Saudi-Arabien, zwischen Al-Ahli und Al-Shabab. Weiterhin fungierte Çakır bei den Olympischen Sommerspielen 2016 in Rio de Janeiro als Schiedsrichter für das olympische Fußballturnier.
Er wurde von der FIFA als einer von insgesamt 36 Schiedsrichtern für die Fußball-Weltmeisterschaft 2018 im Sommer 2018 ausgewählt. Im Januar 2021 wurde er von den International Federation of Football History & Statistics (IFFHS) knapp hinter Felix Brych, um einen Wertungspunkt, zum zweitbesten Welt-Schiedsrichter des Jahrzehnts (2011–2020) ernannt. Im April 2021 wurde Çakır von der „UEFA-Schiedsrichterkommission“ als einer von insgesamt 18 Schiedsrichtern für die „UEFA Euro 2020“ zwischen Juni und Juli 2021 ernannt. Mit dieser Ernennung gehörte er zu den erfahrensten Schiedsrichtern des Turniers. Aufgrund seiner drei Einsätze bei dieser paneuropäischen EM kam der Türke auf insgesamt neun EM-Endrunden-Spiele als hauptamtlicher Feldschiedsrichter und avancierte damit zum Fußballschiedsrichter mit den meisten Einsätzen bei Fußball-Europameisterschaften, muss sich diesen Titel allerdings mit Björn Kuipers teilen.
Im August 2022 leitete er in der UEFA-Champions-League-Qualifikation sein letztes Fußballspiel und ein paar Tage später wurde sein Karriereende als Fußballschiedsrichter bekannt.

### Platzierungen bei der Wahl zum Welt-Schiedsrichter des Jahres
Die International Federation of Football History & Statistics (IFFHS) zeichnet jährlich den Welt-Schiedsrichter des Jahres aus.

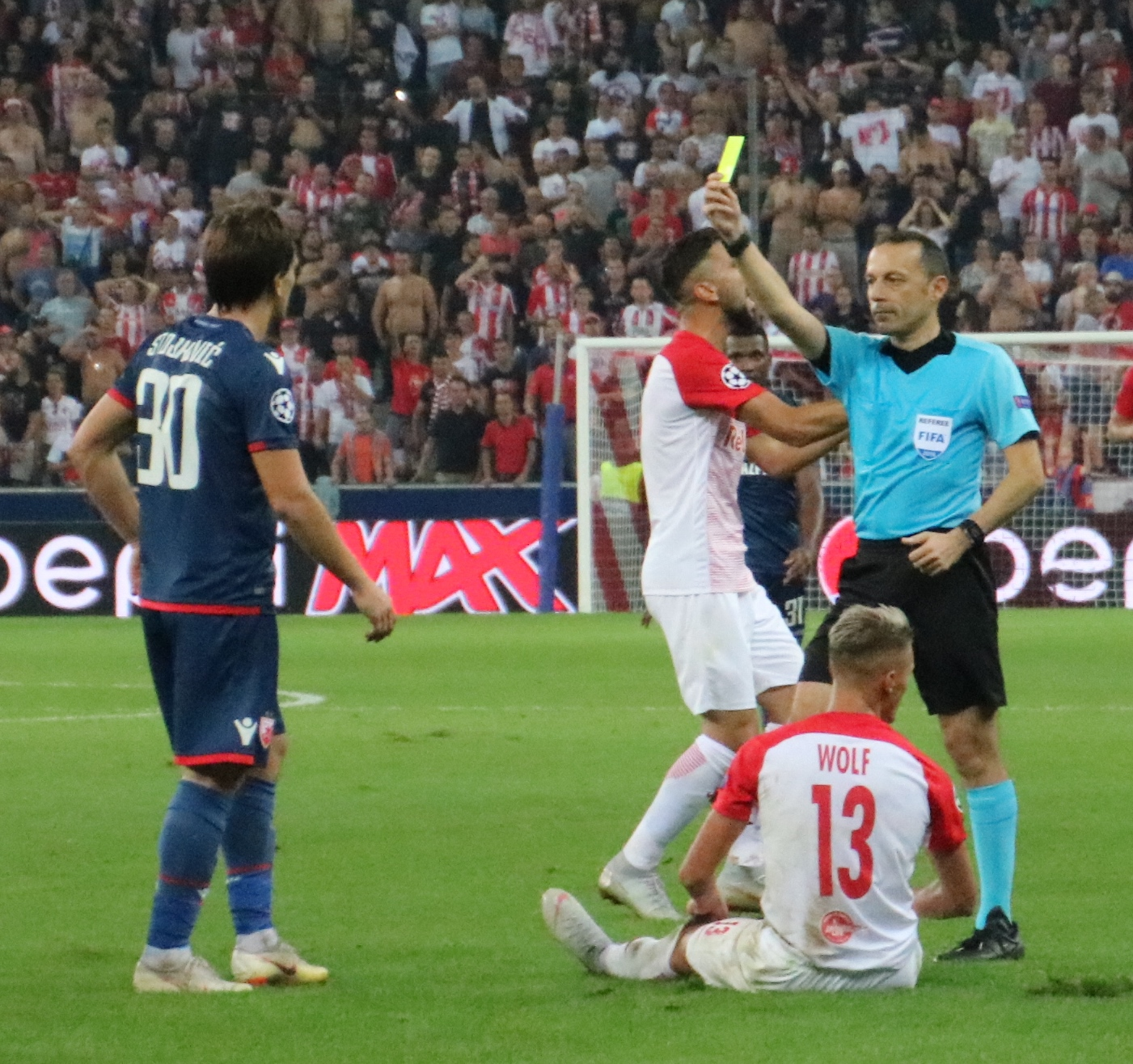
Cüneyt Çakır beim Verwarnen eines Fußballspielers mit einer Gelben-Karte, August 2018.

| Jahr | Rang | Punkte    | Quelle |
| ---- | ---- | --------- | ------ |
| 2011 | 21.  | unbekannt | [ 25 ] |
| 2012 | 02.  | 73        | [ 25 ] |
| 2013 | 05.  | 40        | [ 26 ] |
| 2014 | 08.  | 13        | [ 27 ] |
| 2015 | 03.  | 71        | [ 28 ] |
| 2016 | 05.  | 28        | [ 29 ] |
| 2017 | 08.  | 39        | [ 30 ] |
| 2018 | 05.  | 55        | [ 31 ] |
| 2019 | 05.  | 47        | [ 32 ] |
| 2020 | 08.  | 5         | [ 33 ] |

### Einstufung
- seit 1994 TFF-Schiedsrichter
- seit 2001 Süper-Lig-Schiedsrichter
- seit 2006 FIFA-Schiedsrichter
- seit 2011 UEFA-Eliteschiedsrichter[34]

### Einsätze in Turnieren (Auswahl)
- U-19-Europameisterschaft 2007
- U-21-Europameisterschaft 2009[35]
- U-20-Weltmeisterschaft 2011[5]
- UEFA-Europameisterschaft 2012
- FIFA-Klub-Weltmeisterschaft 2012[13]
- U-20-Weltmeisterschaft 2013
- FIFA-Weltmeisterschaft 2014
- UEFA-Europameisterschaft 2016
- Olympische Sommerspiele 2016
- U-20-Weltmeisterschaft 2017
- FIFA-Weltmeisterschaft 2018
- UEFA Nations League 2018/19
- UEFA Nations League 2020/21
- UEFA-Europameisterschaft 2021
- UEFA Nations League 2022/23

#### Einsätze bei der Fußball-Europameisterschaft 2012
| Phase                   | Datum         | Spielort | Heimmannschaft | Gastmannschaft | Ergebnis              |
| ----------------------- | ------------- | -------- | -------------- | -------------- | --------------------- |
| Gruppenphase            | 11. Juni 2012 | Kiew     | Ukraine        | Schweden       | 2:1 (0:0)             |
| Gruppenphase            | 18. Juni 2012 | Posen    | Italien        | Irland         | 2:0 (1:0)             |
| Halbfinale              | 27. Juni 2012 | Donezk   | Portugal       | Spanien        | 2:4 i. E. (0:0 n. V.) |
| Finale (4. Offizieller) | 1. Juli 2012  | Kiew     | Spanien        | Italien        | 4:0 (2:0)             |

#### Einsätze bei der Fußball-Weltmeisterschaft 2014
| Phase        | Datum         | Spielort  | Heimmannschaft | Gastmannschaft | Ergebnis              |
| ------------ | ------------- | --------- | -------------- | -------------- | --------------------- |
| Gruppenphase | 17. Juni 2014 | Fortaleza | Brasilien      | Mexiko         | 0:0                   |
| Gruppenphase | 26. Juni 2014 | Curitiba  | Algerien       | Russland       | 1:1 (0:1)             |
| Halbfinale   | 9. Juli 2014  | São Paulo | Niederlande    | Argentinien    | 2:4 i. E. (0:0 n. V.) |

#### Einsätze bei der Fußball-Europameisterschaft 2016
| Phase        | Datum         | Spielort      | Heimmannschaft | Gastmannschaft | Ergebnis  |
| ------------ | ------------- | ------------- | -------------- | -------------- | --------- |
| Gruppenphase | 14. Juni 2016 | Saint-Etienne | Portugal       | Island         | 1:1 (1:0) |
| Gruppenphase | 18. Juni 2016 | Bordeaux      | Belgien        | Irland         | 3:0 (0:0) |
| Achtelfinale | 27. Juni 2016 | Saint-Denis   | Italien        | Spanien        | 2:0 (1:0) |

#### Einsätze bei der Fußball-Weltmeisterschaft 2018
| Phase        | Datum         | Spielort         | Heimmannschaft | Gastmannschaft | Ergebnis             |
| ------------ | ------------- | ---------------- | -------------- | -------------- | -------------------- |
| Gruppenphase | 15. Juni 2018 | Sankt Petersburg | Marokko        | Iran           | 0:1 (0:0)            |
| Gruppenphase | 26. Juni 2018 | Sankt Petersburg | Nigeria        | Argentinien    | 1:2 (0:1)            |
| Halbfinale   | 11. Juli 2018 | Moskau           | Kroatien       | England        | 2:1 n. V. (1:1, 0:1) |

#### Einsatz bei der UEFA Nations League 2018/19
| Phase        | Datum         | Spielort  | Heimmannschaft | Gastmannschaft | Ergebnis  |
| ------------ | ------------- | --------- | -------------- | -------------- | --------- |
| Gruppenphase | 13. Okt. 2018 | Amsterdam | Niederlande    | Deutschland    | 3:0 (1:0) |

#### Einsätze bei der UEFA Nations League 2020/21
| Phase        | Datum         | Spielort | Heimmannschaft          | Gastmannschaft | Ergebnis  |
| ------------ | ------------- | -------- | ----------------------- | -------------- | --------- |
| Gruppenphase | 7. Sep. 2020  | Zenica   | Bosnien und Herzegowina | Polen          | 1:2 (1:1) |
| Gruppenphase | 18. Nov. 2020 | Pilsen   | Tschechien              | Slowakei       | 2:0 (1:0) |

#### Einsätze bei der Fußball-Europameisterschaft 2021
| Phase        | Datum         | Spielort   | Heimmannschaft | Gastmannschaft | Ergebnis             |
| ------------ | ------------- | ---------- | -------------- | -------------- | -------------------- |
| Gruppenphase | 15. Juni 2021 | Budapest   | Ungarn         | Portugal       | 0:3 (0:0)            |
| Gruppenphase | 21. Juni 2021 | Bukarest   | Ukraine        | Österreich     | 0:1 (0:1)            |
| Achtelfinale | 28. Juni 2021 | Kopenhagen | Kroatien       | Spanien        | 3:5 n. V. (3:3, 1:1) |

#### Einsatz bei der UEFA Nations League 2022/23
| Phase        | Datum         | Spielort | Heimmannschaft | Gastmannschaft | Ergebnis  |
| ------------ | ------------- | -------- | -------------- | -------------- | --------- |
| Gruppenphase | 12. Juni 2022 | Málaga   | Spanien        | Tschechien     | 2:0 (1:0) |

## Trivia

### Privates
Cüneyt Çakır studierte Betriebswirtschaftslehre. Neben seiner Tätigkeit als Schiedsrichter ist er hauptberuflich als Versicherungsmakler tätig.

### Tätlichkeit
- Beim türkischen Erstligaspiel am 17. März 2007 zwischen der Heimmannschaft Vestel Manisaspor und dem Tabellenletzten Sakaryaspor wurde Çakır ein Opfer einer Tätlichkeit.[36] In der 38. Spielminute verwies er den Torhüter Bülent Ataman der Heimmannschaft mit einer Roten Karte des Spielfeldes.[37] Nach einem Gerangel zwischen Manisa-Spieler Selçuk İnan und Sakarya-Spieler Alejandro Capurro kam es zu einer Rudelbildung. Der Torhüter Ataman stürmte erregt aus seiner Torwartzone auf Çakır zu und protestierte extrem die Entscheidung und verursachte eine längere Spielunterbrechung. Ataman musste aufgrund seiner Erregtheit von seinen Mannschaftskollegen zurückgehalten werden. Nach einer Unterredung zwischen Çakır und seinem Schiedsrichter-Assistenten zeigte er den Spielern die Gelben Karte, daraufhin erregte sich Ataman erneut auf und stürmte diesmal aggressiv auf Çakır zu und somit erhielt der Torhüter die Rote Karte.[38] Dann riss Ataman ihm die FIFA-Kokarde von seinem Trikot ab. Darauffolgend mischte sich der Manisaspor-Torwarttrainer Metin Bayındır vom Spielfeldrand ein und verpasste dem türkischen Schiedsrichter einen Faustschlag.[39] Nach diesen Ausschreitungen zog sich Çakır mit seinem Schiedsrichtergespann in die Kabine zurück und entschlossen sich die Fußballbegegnung vorzeitig abzubrechen.[36][39] Die Türkische Fußball Föderation (TFF) setzte die Begegnung nicht neu an und wertete es zur 0:3-Niederlage für Vestel Manisaspor.[37] Die Folgen: nach diesem Spiel trat Manisa-Trainer Ersun Yanal von seinem Amt zurück.[36] Die TFF-Ethikkommission sanktionierte den Torhüter Ataman anfänglich mit einer Pflichtspielsperre von 20 Spielen und den Torwarttrainer Bayındır mit einem dreijährigen Tätigkeitsverbot,[40] aber nach Einsprüchen bei der TFF-Schiedsstelle wurden es auf zwölf Spiele bzw. verkürzten Tätigkeitsverbot reduziert.[41]

### Reportagen
- Urs Meier: Rummenigge sauer auf Cakir – FC Bayern vom Schiri “betrogen”? Vier Wahrheiten über die Referee-Leistung[42]
- Sven Flohr: Rot gegen Nani: “Der Schiedsrichter hat Manchester getötet”[43]
- Urs Meier: Nach Rot für Manchesters Nani – Ex-Schiri Meier: „Zum Glück ist Cakir weg aus England“[44]